# Guiengola
Guiengola es un sitio arqueológico de la cultura zapoteca ubicado a unos 14 km al noroeste de Tehuantepec, y a 243 km al sureste de la ciudad de Oaxaca sobre la carretera federal 190. Las ruinas visibles se encuentran entre el río y el cerro, ambos con el nombre de Guiengola. El nombre significa ‘piedra grande’ en el idioma zapoteca.
Hay dos tumbas principales que han sido excavadas, y ambas parecen ser sitios de entierro familiar intermitentes. Ambas tienen cámaras frontales para ídolos religiosos, mientras que las cámaras traseras son para el entierro de personas importantes.
El sitio tiene murallas, casas, canchas de juego de pelota, otras tumbas y un gran "Palacio" con restos de estanques artificiales y terrazas. En el centro del sitio hay dos plazas, una más baja que la otra, y dos pirámides, una al este y otra al oeste.
Recientes exploraciones han revelado que además de ser una fortaleza, este importante asentamiento fue un complejo centro urbano, abarcando una extensión de 300 ha. Mediante el uso de un escaneo LiDAR aerotransportado, se logró documentar las 360 hectáreas de extensión del sitio y su división en zonas de ocupación socialmente diferenciadas. Los hallazgos revelaron valiosa información sobre la evolución y desarrollo de este antiguo asentamiento, posiblemente habitando entre 1350 y 1450 d. C. Adicionalmente, se documentó tanto la conservación de las tradiciones y cultura de la población zapoteca de los Valles Centrales de Oaxaca, como la adopción de prácticas culturales propias del Istmo.

## Antecedentes
Los zapotecas se ubicaron en la zona sur del estado de Oaxaca, en una región geográfica que comprende valles templados y zonas costeras. Esta civilización alcanzó su mayor esplendor entre los años 200 a. C. y 750 d. C., dejando plasmado su desarrollo y grandeza en sus monumentos, aunque su origen se encuentra aún impreciso, a pesar de las numerosas hipótesis y leyendas formuladas al respecto. Su decadencia se inicia entre los años 750 y 1200 d. C., con la dominación de los mixtecas. 
El Valle de Oaxaca, cuna de la civilización zapoteca, es un amplio valle en el noreste del estado de Oaxaca. El valle está rodeado de montañas, con la Sierra Madre Oriental al norte y las montañas de Tlacolula al sureste. El entorno de la zona es adecuado para la agricultura, especialmente el cultivo de maíz, haciéndola adecuada para asentamientos humanos. Durante el periodo del nacimiento de la civilización zapoteca, el piso del valle no había sido erosionado, ya que había un bosque de robles y pinos intacto.  El clima y la temperatura eran ideales para la siembra de maíz, y era posible tener varias cosechas por año. El alto potencial agrícola del Valle de Oaxaca definitivamente contribuyó a convertir esta área en la cuna de las primeras sociedades complejas de la región.

### Primeras investigaciones
Alexis Sepúlveda realizó una detallada documentación de los trabajos arqueológicos en Guiengola hasta el año 2005. Fernández  divide a estos estudios en dos categorías: la primera refiriéndose a los viajeros, exploradores y cronistas que visitaron el lugar entre los siglos XVI y XIX; y la segunda a aquellos investigadores que realizaron exploraciones arqueológicas científicas. Finalmente Ramón Celis  divide a los trabajos en el sitio en cuatro categorías, 1) exploraciones patrocinadas por la Corona Española, 2) Exploraciones independientes realizadas por cronistas y exploradores, 3) investigaciones realizadas por investigadores independientes, 4) exploraciones realizadas por el gobierno mexicano. 
Exploraciones patrocinadas por la Corona Española
- Guillermo Dupaix 1807

Esploraciones independientes realizadas por cronistas y exploradores
- Gustavus Ferdinand von Tempski 1858
- Alberto Escalona Ramos 1932
- José S. Noriega 1937
- Miguel Covarrubias 1940

Exploraciones realizadas por investigadores independientes
- Aureliano Estrada 1892
- Eduard Seler 1892
- James Forster 1955
- Matthew Wallrath 1967
- David Peterson y Thomas MacDougall 1972
- Martín Cendrero Cusminski 1986
- P. Guillermo Ramón Celis 2018

Exploraciones realizadas por el gobierno mexicano
- Lorenzo Gamio, Carlos Margarín y Vicente Doria 1953
- Enrique Fernández Dávila 2006 y 2021

### El nombre
Guiengola significa, en idioma zapoteco del Istmo, ‘piedra grande’. Proviene de guie ‘piedra’ y ngola ‘grande’ o ‘viejo’. También se le conoce como Danyroó ‘cerro grande’ o ‘antiguo’.
Los zapotecos del Istmo se autodenominan binni záa, palabras que significan ‘gente que viene de las nubes’. El origen de la denominación "zapoteca", es el nombre en náhuatl que los conquistadores aztecas dieron a este pueblo; este nombre era el de tzapotēcah (en singular tzapotēcatl), que viene significando ‘habitantes del país del zapote’.

### La cultura zapoteca
Esta civilización nativa floreció en el Valle de Oaxaca, al sur de Mesoamérica. Existe evidencia arqueológica con indicios de la cultura de hace al menos 2500 años.  Dejaron evidencia arqueológica en la antigua ciudad de Monte Albán en edificios, canchas de juego de pelota, tumbas magnificentes y ofrendas funerarias, incluyendo joyería de oro finamente trabajada. Monte Albán fue una de las principales ciudades de Mesoamérica, la cual dominó la mayor parte del actual estado de Oaxaca.
Los zapotecas iniciaron una expansión durante la Fase 1 tardía de Monte Albán (400 a. C.-100 a. C.) y durante la Fase 2 (100 a. C.-200 d. C.). Gobernantes zapotecas empezaron a tomar control de provincias fuera del Valle de Oaxaca. Hicieron esto desde aproximadamente 200 a. C. hasta 100 d. C, porque ninguna de las provincias podía competir con ellos, política o militarmente.
Las relaciones con las culturas del centro de México se dieron desde mucho tiempo atrás, así es atestiguado por las ruinas arqueológicas del barrio zapoteca dentro de Teotihuacán y por una casa estilo Teotihuacán en Monte Albán. Otros importantes sitios incluyen Lambityeco, Dainzu, Mitla, Yagul, San José Mogote, El Palmillo y Zaachila.
En Tenochtitlán habitaban artesanos zapotecas y mixtecas, cuya labor era la de confeccionar joyería para los tlatoque  o emperadores aztecas; entre ellos el tlatoani Moctezuma.
Los códices mixteco-zapotecas permiten conocer la vida y costumbres de la región. Estos documentos fueron escritos en jeroglíficos y sobre piel de venado y fueron pintados con gran colorido. Además existen inscripciones epigráficas datadas entre el 400 a. C. y el 900 d. C.
En Mitla, otro lugar con testimonios de este pueblo, subsisten pinturas murales plasmadas sobre fondo rojo que representan el águila, los dioses nocturnos y a Cocijo. En Hierve el Agua, los zapotecas crearon un sistema de riego artificial único en Mesoamérica.

### Lenguaje zapoteca
El zapoteco (díidxa záa (Juchitán), tiits së (Santa Catarina Quioquitani), por ejemplo) es una macrolengua integrada por varias lenguas zapotecas, habladas por un total de 777 000 personas en Oaxaca y otros lugares, forma parte con el idioma chatino de un grupo lingüístico que pertenece al tronco otomangue de lenguas mesoamericanas, junto con la lengua mixteca, mazateca y popoloca, entre otras. 
Las lenguas zapotecas se hablan principalmente en el estado de Oaxaca y en la región sureste del estado de Veracruz, al sur de México.
Es una lengua tonal. El orden de la frase más frecuente es: verbo—sujeto—objeto (VSO). Por ser tonal, el significado de la palabra frecuentemente es determinado por la entonación. Los tonos son esenciales para entender el significado de las palabras.  El idioma zapoteca tiene varios tonemas, en algunos hay cuatro: alto, bajo, subiendo y bajando; en algunos hay tres: alto, bajo y subiendo.

### Escritura
Los zapotecas desarrollaron un calendario y un sistema logo fonético de escritura que utilizaba un carácter individual para representar cada sílaba del lenguaje. Este sistema de escritura es considerado como uno de varios candidatos a ser el primer sistema de escritura mesoamericano y predecesor de sistemas desarrollados por las civilizaciones maya, mixteca y azteca. 
Actualmente hay un debate sobre si los símbolos olmecas, de alrededor del 650 a. C., son realmente una forma de escritura antecesora de la escritura zapoteca más antigua encontrada, fechada en 500 a. C.
En unos monumentos de Monte Albán los arqueólogos han encontrado extensos textos en escritura de glifos. Algunos glifos pueden ser reconocidos como información calendárica, pero los glifos en sí, permanecen sin descifrar. Se lee en columnas de arriba hacia abajo, y su factura es más burda que la de los mayas del periodo clásico tardío maya, por lo que epigrafistas piensan que los escritos también eran menos fonéticos que la escritura maya silábica. Sin embargo, estas son especulaciones. 
El monumento zapoteca más antiguo que se conoce es la piedra del "Danzante", oficialmente conocido como Monumento 3, esta piedra fue encontrada en San José Mogote, Oaxaca. Tiene un grabado de lo que parece ser un prisionero ensangrentado muerto, con dos glifos entre sus piernas, probablemente su nombre. Fechado entre 500–600 a. C., originalmente fue considerada la escritura más temprana de Mesoamérica. Sin embargo hay dudas sobre esta fecha, ya que el monumento pudo haber sido reutilizado. La escritura zapoteca dejó de ser usada en el periodo Clásico tardío.

### Calendario
- Yza: tenía 365 días agrupados en 18 meses. Utilizado para las cosechas, estaba organizado en 18 meses de 20 días cada uno, contaba al final con un periodo de cinco días.
- Piye: tenía 260 días repartidos en 13 meses. Utilizado para ponerle nombre a los recién nacidos, estaba dividido en meses de 20 días.

El registro y medición del tiempo y la observación de los ciclos astronómicos fueron realizados por los zapotecas desde épocas tempranas.

### Religión
Eran politeístas, eso quiere decir que tenían varios dioses. Su dios principal se llamaba Xipe Totec y este se le conocía por tres nombres:
- Totec: es el dios mayor, el que los regía.
- Xipe: es el dios creador, aquel que hizo todo como es ahora.
- Tlatlauhaqui: es el dios astro, el Sol.

Otros de los dioses principales eran:
- Cocijo: Dios del trueno y de la lluvia.
- Pitao Cozobi: Maíz tierno.

- Coqui Xee: El increado.
- Coqui Bezelao: Dios de los muertos.
- Pitao Cozana: Dios de los antepasados.
- Quetzalcoatl: Viento.
- Xonaxi Quecuya: Terremotos.

También tenían ciertas supersticiones, como el "nahualismo". Esta consistía en que en la noche correspondiente al día del nacimiento de un niño se ponían cenizas alrededor de la choza donde vivía el recién nacido y al siguiente día la huella, o huellas, del animal que se encontrara marcada en aquellas, por haber pasado por ahí, determinaba cuál sería el nagual (tótem) del niño: aquel animal que lo representa y le da su personalidad.
Otra creencia, llamada tona, consistía en que los hechiceros aprovechaban su nagual y se convertían en el propio animal para hacer maldades en la noche.

## El sitio

Mapa mostrando la expansión del imperio azteca con las zonas conquistadas por los tlatoanis aztecas:
Itzcóatl (1427-1440)
Moctezuma I (1440-1469)
Axayácatl (1469-1481)
Tízoc (1481-1486)
Ahuízotl (1486-1502)
Moctezuma II (1502-1519)

La ciudad fue construida en el periodo postclásico mesoamericano (1350 d. C-1521 d. C.). Las más recientes investigaciones han revelado que más que una fortaleza, como se pensaba anteriormente, fue un complejo centro urbano y sede de un centro político regional. El mapeo con tecnología LiDAR del sitio ha podido esclarecer la organización social de esta ciudad, la cual estaba basada en barrios, además de mostrar una jerarquía social en la que los nobles contaban con espacios separados del grueso de la población, así como elementos de la vida cotidiana de la población zapoteca que se encontraba en un proceso de migración de los Valles Centrales de Oaxaca, al Istmo de Tehuantepec.
Los mexicas de Tenochtitlan buscaban tributos, control y acceso gratuito a las rutas comerciales del Soconusco y Guatemala. 
El rey Cosijoeza y sus aliados, los mixtecas, resistieron los ataques comandados por el tlatoani Ahuizotl (1486-1502) de los aztecas.
El emperador zapoteca Cocijoeza defendió su ciudad con éxito contra los mexicas, finalizando las hostilidades con su matrimonio con una de las hijas de Ahuizotl.
Coyolicatzin (Carne de algodón o carne blanca, en náhuatl), hija de Ahuizotl, tuvo un hijo de ese matrimonio, Cosijopí Sicasibí, quien fue el último rey zapoteca. Fue bautizado como Juan Cortés por los españoles, quienes subsecuentemente lo juzgaron, por medio de la inquisición, con cargos de idolatría.
Cuando fue abandonada por los zapotecas, tras la conquista, el sitio no fue ocupado y dejaron las ruinas como estaban.
Por su ubicación, forma y sistema de construcción, se cree que Guiengola fue un sitio fortificado desde donde los zapotecas vigilaron y se defendieron de los ataques de grupos hostiles. También es probable que fuera un centro administrativo del Istmo zapoteca.

### Estructuras
Guiengola está formado por un centro ceremonial sobre una superficie plana artificial de 150 x 200 m, construida entre dos colinas rocosas. El acceso original fue desde el norte a través de un estrecho valle. Seler describe la ciudad como una fortaleza. La superficie plana es irregular, con tres edificios: la pirámide del oeste, la pirámide de este y una cancha de juego de pelota al sur y una estructura residencial tipo palacio.
El núcleo tiene dos plazas hundidas, una más alta que la otra.
La totalidad de las estructuras fueron construidas con lajas de piedra extraídas del área, unidas con mortero y terminadas con estuco.

### Pirámide del este

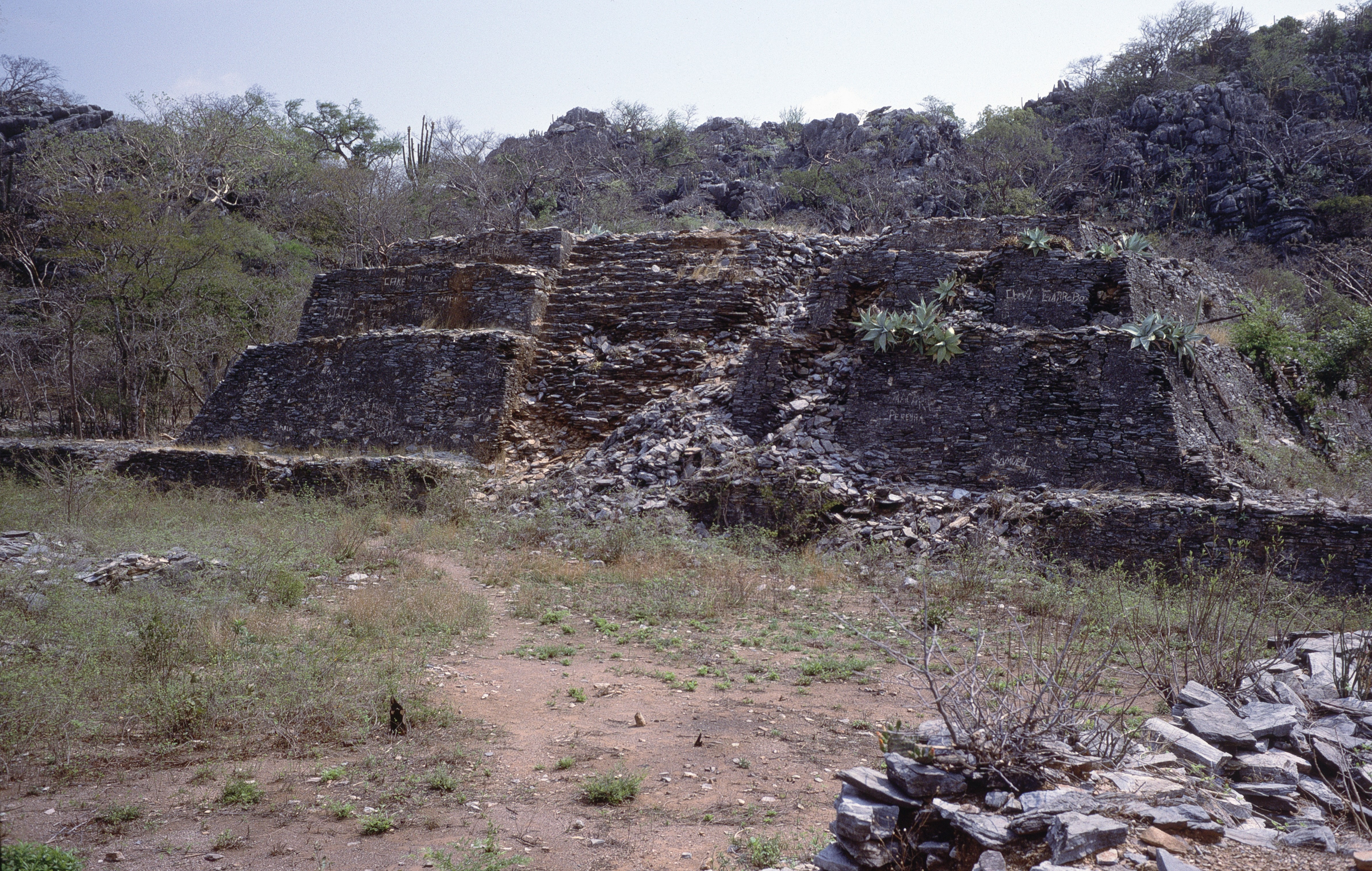
Pirámide del lado este.

El edificio de la pirámide oriental fue, claramente, la estructura más importante: ligeramente empotrada, con dimensiones de 30 x 40 m, construida sobre una pirámide antigua. El perímetro de la plaza está formado por un muro de dos metros de ancho y 60 cm de alto. Tiene una amplia escalera al oeste. Escaleras grandes y pequeñas comunican los varios niveles. La pirámide oriental se compone de tres cuerpos y en el lado oeste tiene una escalera de ocho metros que conduce a la parte superior; la escalera está incrustada en el edificio. Además, también hay dos escaleras estrechas en ambos lados.
El santuario pudo haber sido una construcción en la pirámide cerca de su pared oriental, cuya superficie entera tenía estuco. Está frente a la Plaza hundida y en el centro hay un altar redondo. Las pirámides fueron probablemente templos donde los sacerdotes celebraban ritos y ceremonias a sus deidades; los altares eran lugares donde se colocaban ofrendas y la gente se reunía en las plazas.

### Pirámide del oeste

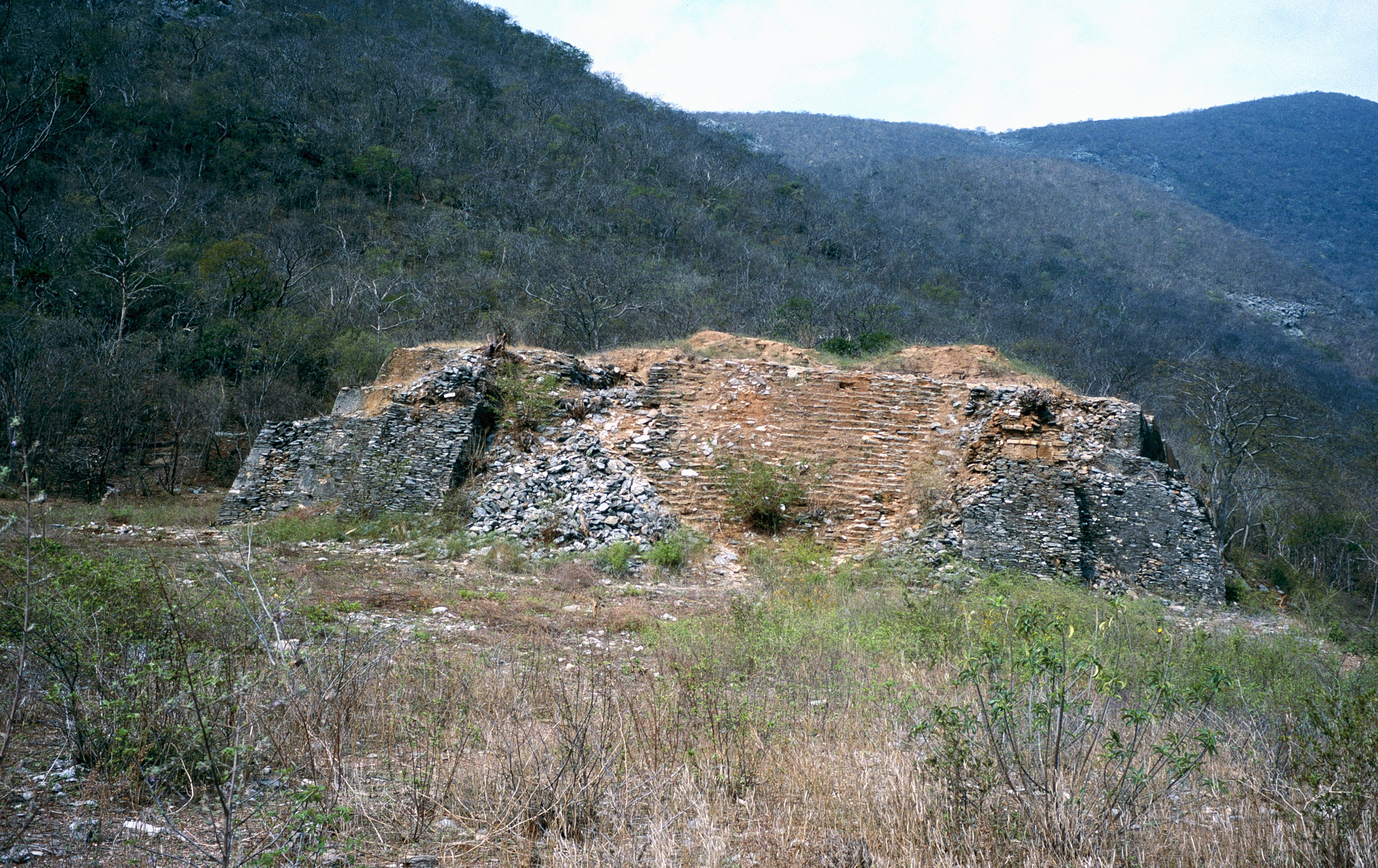
Pirámide del lado oeste.

Está compuesta por tres cuerpos, del lado oeste tiene una escalera empotrada de ocho metros hacia la parte superior; en el nivel superior hay restos de un edificio de adobe; atrás hay otros cuartos, cada uno mide casi 13 metros.

### El Palacio

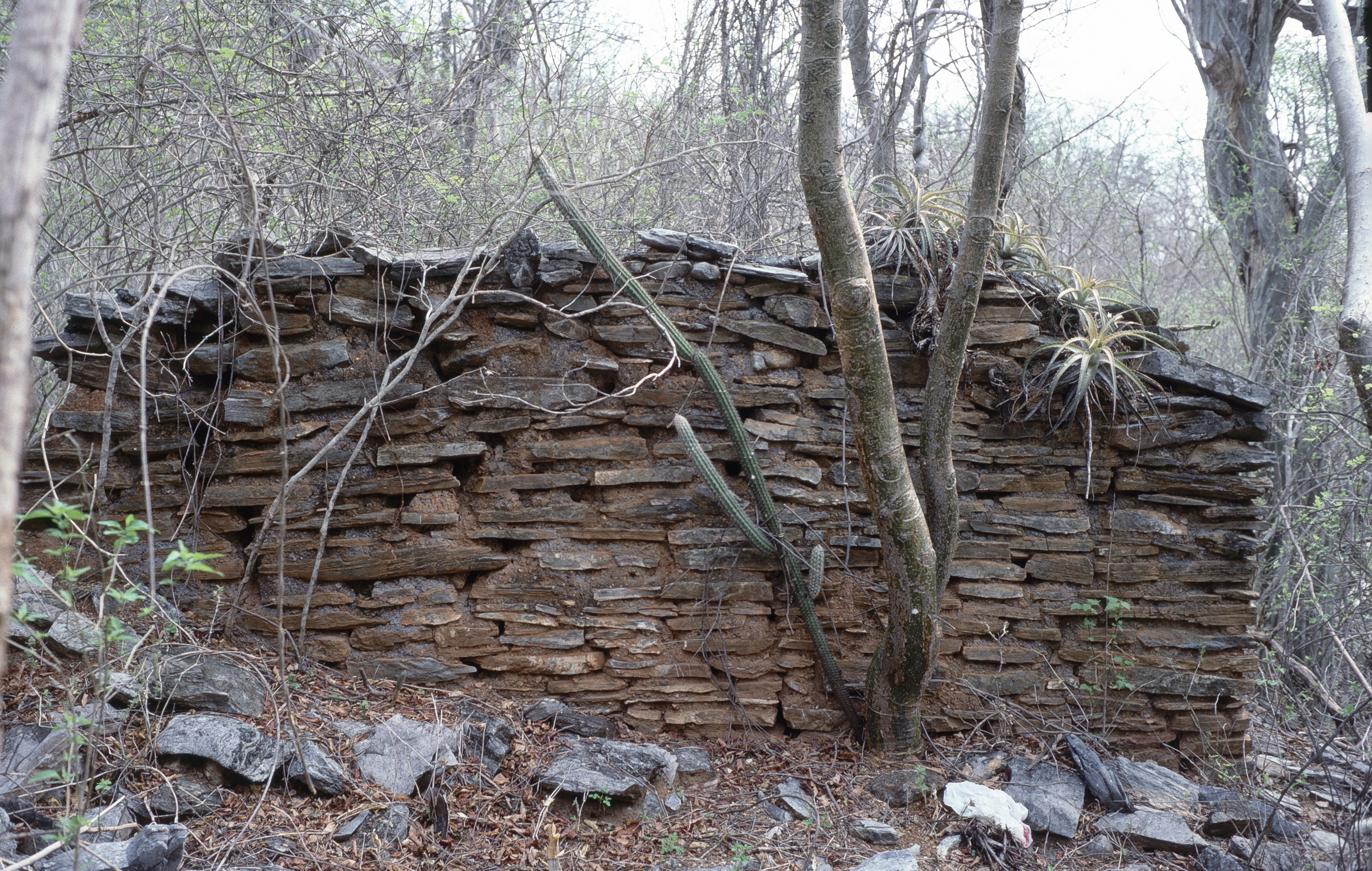
Muros cerca del área del Palacio.

El Palacio o complejo residencial se encuentra en el lado oriental. Varias construcciones habitacionales fueron hechas sobre terrazas inclinadas, algunas con columnas circulares. Hay patios con escaleras para comunicarse entre sí. Contiene un mirador de forma redonda, construido sobre una roca natural, desde donde puede verse una gran parte del territorio del Istmo.
Está situado a unos 200 metros al sureste del centro ceremonial y probablemente fue la residencia del rey Cocijoeza. Consistía en 64 habitaciones y otras estructuras construidas en una superficie de 11 000 m², fuertemente custodiado por el terreno rocoso y dispuesto de forma irregular. El único acceso es desde el sur. Hay muchas escaleras, de grandes y pequeñas, necesarias debido a las muchas diferencias de elevación del sitio. Un patio pequeño e irregular (patio 11) situado en el centro del complejo, con acceso limitado (a través de una estrecha escalera al sur), se considera la zona de residencia real. Se trata de un templo con tres espacios diferenciados consecutivos con puertas típicas con dos columnas redondas.

### Cancha de Juego de Pelota

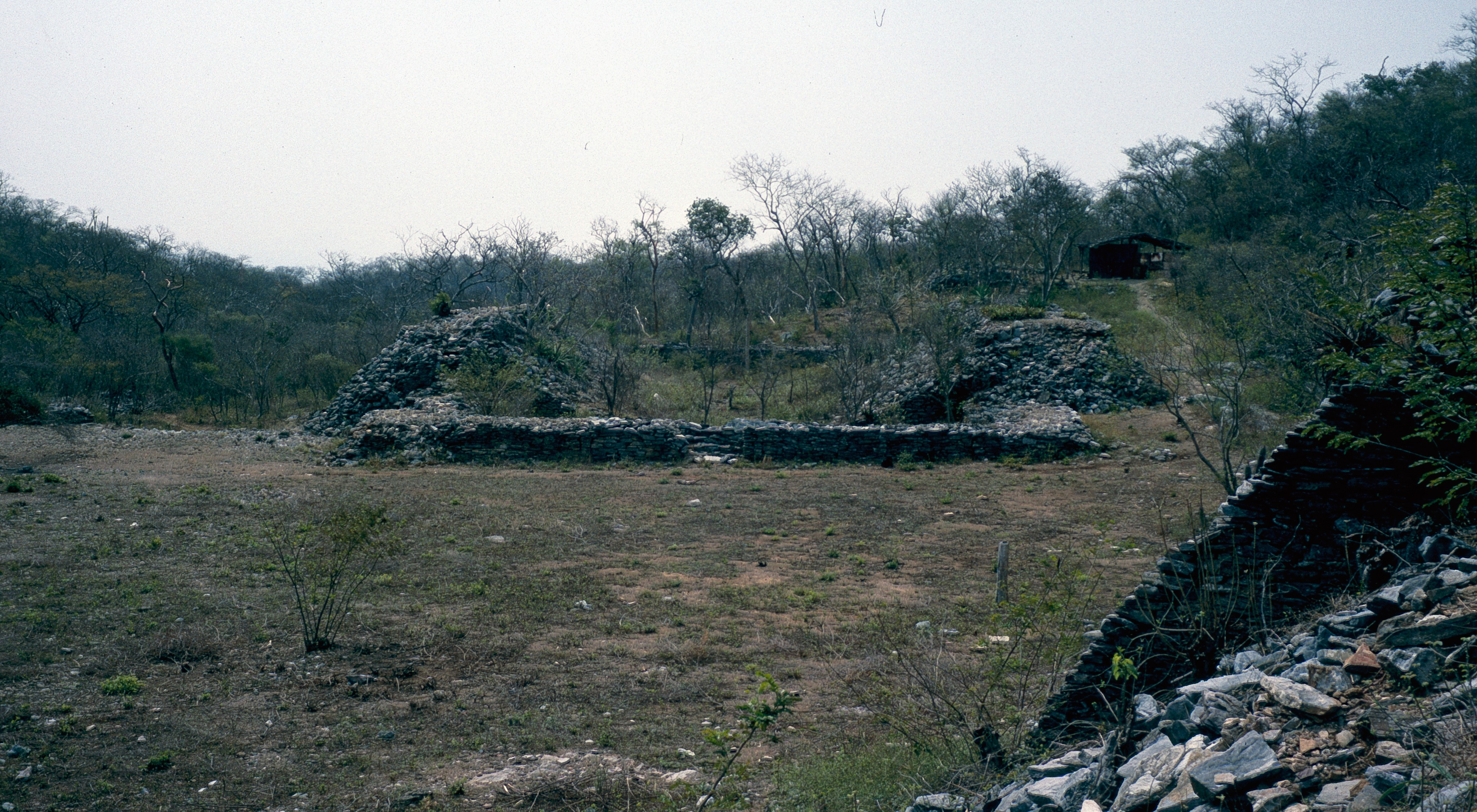
Cancha de juego de pelota.

La cancha de juego de pelota se encuentra al este de la plaza principal, en su lado izquierdo hay otras estructuras, dos de ellas con forma circular, de las cuales han sugerido algunos investigadores fueron observatorios astronómicos. Los cuartos circulares disponen de entradas desde donde podían ver algunas estrellas importantes con la intención de medir el tiempo.
La cancha tiene forma típica del Posclásico: es rectangular rodeada por una muralla. Desde el norte tiene dos pequeños escalones hacia la cancha.

### Mirador

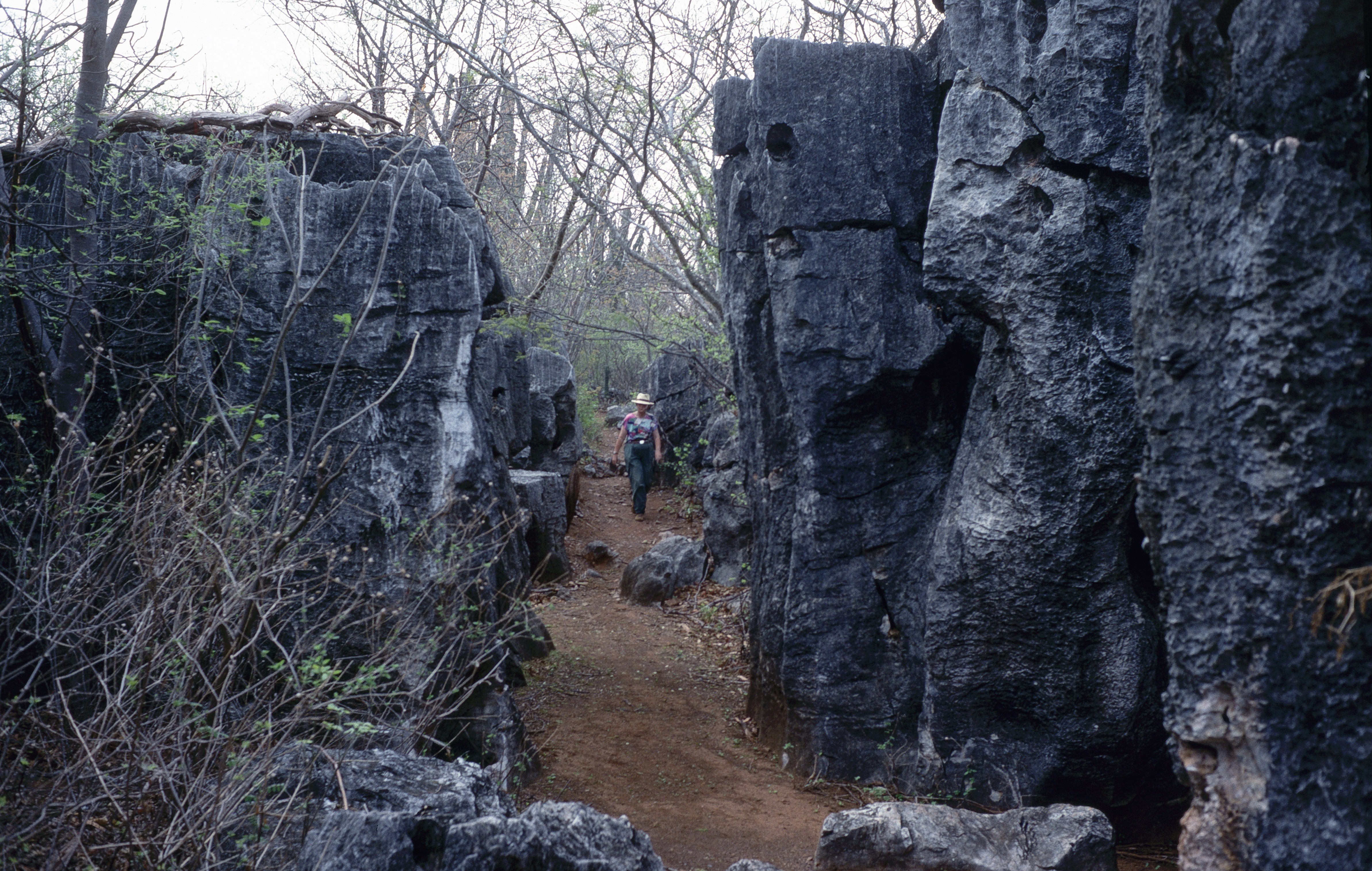
Acceso moderno a través de barrera rocosa.

La barrera rocosa tenía un valor excepcional como un mirador, un punto de observación que fue erigido sobre una roca redonda en el lado oriental del complejo del Palacio, con una gran vista panorámica del Valle.
Unos montículos o promontorios califican como observatorios. Desde allí es posible observar cualquier movimiento en la cuenca del río y tiene una visión casi completa de la zona ceremonial. En los días claros, desde allí puede verse el océano Pacífico.

### Tumbas
Dos tumbas ya habían sido saqueadas en el siglo XIX. La primera está situada junto a la pared perimetral del patio de la pirámide oriental. El acceso desde el oeste conduce a una amplia cámara funeraria de nueve metros de largo y dos de ancho, con dos cámaras laterales pequeñas. La segunda tumba está situada debajo de un pequeño templo con una columna en el área de Palacio. La tumba es más pequeña y tiene tres cámaras paralelas. De acuerdo a información colonial, la gran cámara fue un santuario, mientras que las cámaras laterales se utilizaron varias veces.
En el extremo norte del pequeño Valle, en la esquina noroeste de la Plaza hundida, hay varias tumbas de tipo cruciforme; se considera un cementerio, debido a la gran cantidad de tumbas. En casi todos los lados de la colina hay cuevas, en algunos casos los accesos están bloqueados.

### Cuevas
Debido a su proximidad a la zona ceremonial, se cree que una de las cuevas que se encuentra en la base de las rocas de gran tamaño, con estalactitas y estalagmitas, fue un área ceremonial. Es probable que las cuevas hayan contenido pinturas rupestres, pero sus vestigios muestran una destrucción casi total. Hay varias leyendas emocionantes sobre estas cuevas.